# 袁晓轩
袁晓轩，辽宁省开原县人，中国共产党高级统战干部，曾任八路军洛阳办事处处长。

## 生平
东北讲武堂毕业。东北军军官。
1936年8月，张学良、杨虎城分别派袁晓轩和梁霭然到天津接高崇民回陕西，与高商量联合各方抗日和对蒋介石的问题。 
1937年3月18日，周恩来《用东北群众的力量来推动东北军的团结》的工作指示，调宋黎、袁晓轩二人到北方局参加东北军工作，做计划与推动东北群众工作。因为袁晓轩在东北局第五十三军上层有很多关系。实际派遣宋黎和刘澜波，袁晓轩没有去。
1937年9月平型关战役孙楚第73师弃关南逃，阎锡山急令孟宪吉独立第八旅于19日急行军赶往平型关。9月21日该旅抢占平型关前开设阵地，22日抗击自广灵县进犯的日军，日军转攻团城口高桂滋第84师。八路军115师9月22日从平型关以南偷越长城，隐蔽于预设伏击阵地。9月23日第115师师长林彪派联络高参袁晓轩赴孟旅，要求孟宪吉所部坚守“口袋底”（地名）阵地，共同完成对日军的伏击围歼。袁晓轩随后到大营（地名），把115师进入敌后伏击阵地的情报通知孙楚。 
袁晓轩后任八路军总指挥部司令部二科科长。1940年10月，袁晓轩正式接替刘子久任八路军驻洛办事处处长。1942年1月12日蒋鼎文接替卫立煌任第一战区司令长官，蒋鼎文令“洛八办”于一月内撤销。1月底，“洛八办”自行决定撤退。1月30日，袁晓轩去一战区司令长官部领返延安的护照时被扣留，随即秘密叛变。1月31日下午，袁晓轩在“洛八办”召开会议，部署撤退计划。2月1日晨，译电员等6人按指定路线行至孟津县海资村口时，遭袭击，1人逃离，其余5人被捕。1942年2月3日袁晓轩偕妻公开自首。1942年3月17日八路军总部发布了《关于驻洛办事处紧急撤销的启事》。
1945年8月25日,军统局渝特区成立“特别工作组”,袁晓轩任组长。
1947年2月国防部保密局局长毛人凤在长春设立东北特种技术组，组长袁晓轩少将。1948年2月该组并入保密局北满站。袁晓轩任军事组长，负责在长春招聘社会人员编组“东北吉黑地区人民剿匪义勇总队”特务武装。
袁晓轩1949年被捕，1975年作为最后一批在押国民党将校被特赦。